# Helfrantzkirch
Helfrantzkirch es una comuna francesa situada en la circunscripción administrativa de Alto Rin y, desde el 1° de enero de 2021, en el territorio de la Comunidad Europea de Alsacia, en la región de Gran Este.
Está ubicado en la región histórica y cultural de Alsacia.

## Heráldica
Las armas de Helfrantzkirch están blasonadas como sigue: "En plata, un asa con una cruz patté fijada al pie, con dos letras mayúsculas a su lado, H y K, todo en sable (color negro)".

## Demografía
La evolución del número de habitantes se conoce a través de los censos de población realizados en el municipio desde 1793. Desde 2006, el INSEE publica anualmente las poblaciones legales de los municipios. El censo se basa ahora en una recopilación anual de información, relativa sucesivamente a todos los territorios comunales durante un periodo de cinco años. En el caso de los municipios de menos de 10.000 habitantes, se realiza una encuesta censal de toda la población cada cinco años, y las poblaciones legales de los años intermedios se estiman por interpolación o extrapolación. Para el municipio, el primer censo exhaustivo con el nuevo sistema se realizó en 2005.
| 529 | 541 | 538 | 588 | 685 | 760 | 704 |
| Para los censos de 1962 a 1999 la población legal corresponde a la población sin duplicidades (Fuente: INSEE [Consultar]) |     |     |     |     |     |     |